# Eudonia petrophila
Eudonia petrophila is een vlinder uit de familie grasmotten (Crambidae). De wetenschappelijke naam is voor het eerst geldig gepubliceerd in 1848 door Standfuss.
De soort komt voor in Europa.